# Martirio dei santi francescani a Nagasaki
Il   Martirio dei santi francescani a Nagasaki è il soggetto di un dipinto di Tanzio da Varallo. Il quadro è noto anche come Martirio dei beati francescani a Nagasaki, in quanto al momento della sua realizzazione i missionari francescani martirizzati in Giappone erano stati elevati al rango di beati. Essi vennero successivamente canonizzati, quindi innalzati alla dignità di santi, nel 1862.    

## Storia
Il dipinto si trovava presso il convento francescano di Santa Maria delle Grazie, a Varallo, ove Tanzio, secondo quanto attestato da alcune fonti locali, avrebbe trascorso l'ultima parte della sua vita.
Con le soppressioni napoleoniche di inizio Ottocento, il dipinto fu requisito ed inviato presso la neo-istituita Pinacoteca di Brera, sede attuale dell'opera.
Dato il tema e il luogo di originaria conservazione è plausibile che a commissionare il quadro siano stati gli stessi frati del convento di Varallo. 
Nulla di certo si sa circa la data di realizzazione del dipinto: è presumibile tuttavia che occasione della commissione sia stata la beatificazione dei missionari francescani massacrati in Giappone, nella zona di Nagasaki (evento occorso nel 1597), avvenuta nel 1627.
Proprio l'anno di beatificazione dei martiri giapponesi si ritiene sia quello di esecuzione di un'incisione di Jacques Callot - egualmente dedicata all'eccidio di Nagasaki -, opera rispetto alla quale, per una parte della composizione, il quadro di Tanzio è in evidente rapporto di derivazione. La data della stampa del grande incisore lorenese, per l'appunto il 1627, è quindi un sicuro termine post quem per il quadro braidense.

## Descrizione e stile

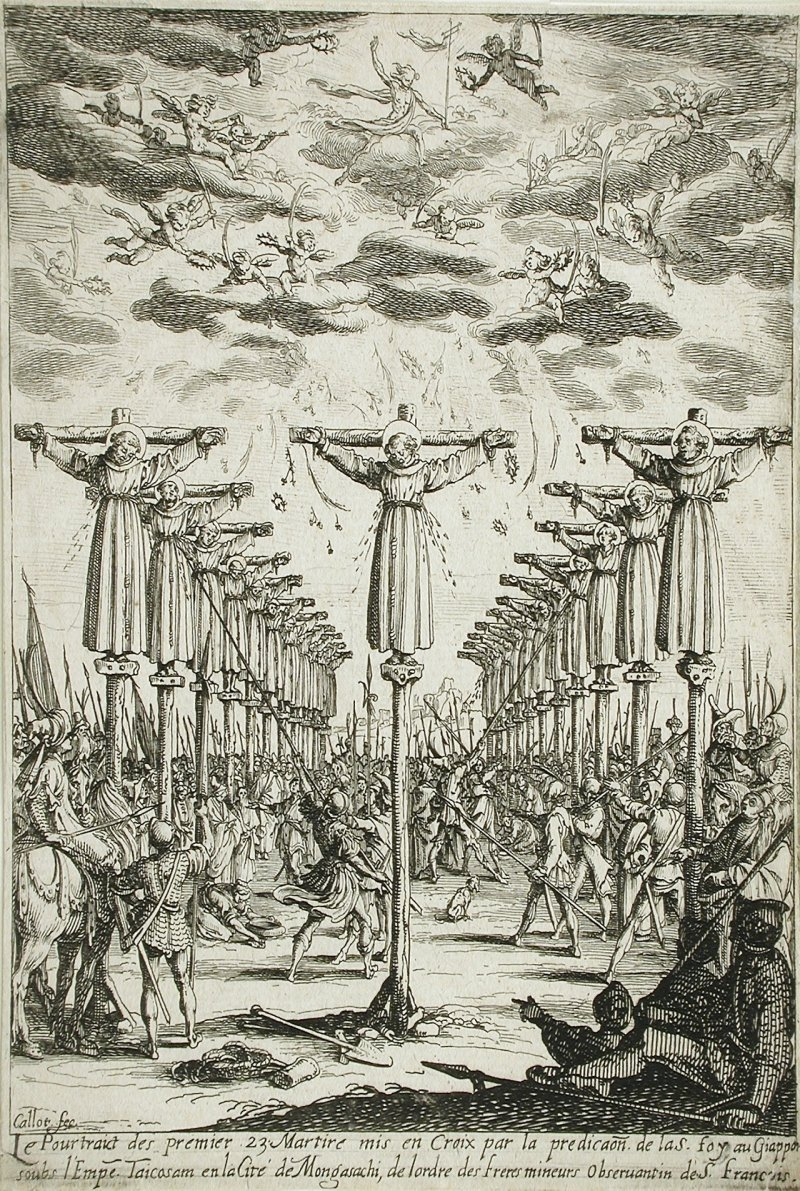
Jacques Callot, Martiri francescani di Nagasaki, 1627

Nella parte alta della tela si vedono i missionari francescani appesi alle croci disposte lungo due file parallele: nel mezzo vi è un'isolata scena di supplizio. Il frate crocifisso al centro è attinto da colpi di lancia che formano delle chiazze di sangue ai piedi dei suoi carnefici. 
La parte alta della composizione è, come anticipato, strettamente connessa alla già citata incisione di Jacques Callot.
Nella parte bassa del quadro, in primo piano, aguzzini dai tratti orientali si adoperano con spietata energia per crocifiggere altri cristiani, mentre frati e fedeli attendono in preghiera il sacrificio estremo. Un frate a sinistra, nel piano intermedio, indica verso l'alto ove si vede un globo di luce aurea che allude al destino di santità che attende i martiri di Nagasaki.
In questa parte della composizione si colgono le reminiscenze di Tanzio dell'arte del Caravaggio che il pittore valsesiano ebbe modo di conoscere durante il suo giovanile peregrinare tra Roma e Napoli.
È chiara in particolare la tangenza con la Crocifissione di san Pietro della cappella Cerasi di Santa Maria del Popolo, a Roma.